# Garten
Garten es una isla poblada del municipio de Ørland en el condado de Trøndelag, Noruega. La isla está situada en el lado norte de la desembocadura del Trondheimsfjorden, justo al suroeste del continente. La isla de 1,5 km² se encuentra a unos 2 km al sureste de la isla de Storfosna. El principal centro de población de la isla también se conoce como el pueblo de Garten.
Hay un puente hacia el continente, así como conexiones de ferry a la cercana isla de Storfosna (también en el municipio de Ørland) y también a la isla de Leksa (en el vecino municipio de Agdenes) y al continente de Agdenes.